# Сержант Ратледж
«Сержант Ратледж» (англ. Sergeant Rutledge) — кинофильм режиссёра Джона Форда, вышедший на экраны в 1960 году.

## Сюжет
В одном из аризонских гарнизонов, где расквартирован 9-й кавалерийский полк армии США, собирается военный трибунал, чтобы рассмотреть дело чернокожего сержанта Ратледжа. Сержант обвиняется в изнасиловании и убийстве дочери своего начальника майора Дэбни, который, застав Ратледжа на месте преступления, также был убит. Никто не верит в невиновность подсудимого (во многом из-за цвета кожи), кроме лейтенанта Тома Кэнтрелла, который шесть лет прослужил бок о бок с сержантом и не понаслышке знает о его высоких моральных и боевых качествах. Не слишком надеясь на успех, Кэнтрелл берётся защищать Ратледжа в суде. По мере того, как перед трибуналом один за другим предстают свидетели, формируется полная картина произошедших в тот злополучный день событий…

## В ролях
- Джеффри Хантер — лейтенант Том Кэнтрелл, защитник
- Вуди Строуд — старший сержант Брэкстон Ратледж, обвиняемый
- Констанс Тауэрс — Мэри Бичер
- Билли Берк — миссис Корделия Фосгейт
- Хуано Эрнандес — сержант Скидмор
- Уиллис Бучи — полковник Отис Фосгейт, председатель суда
- Карлтон Янг — капитан Шэттак, прокурор
- Джадсон Прэтт — лейтенант Малкуин

В титрах не указаны
- Рут Клиффорд — жена офицера
- Хэнк Уорден — Ларедо
- Гертруда Астор — слушательница в зале суда
- Ева Новак — слушательница в зале суда